# Městské opevnění (Domažlice)
Městské opevnění v Domažlicích v Plzeňském kraji je částečně dochovaný systém středověkých hradeb založených ve třináctém století. Z rozsáhlé fortifikace se dochovala zejména Dolní brána s přiléhajícími úseky hradby, hradba jihovýchodního nároží a předbraní jižní branky. Pozůstatky opevnění jsou chráněny jako kulturní památka.

## Historie
Domažlice byly založeny v místech staršího sídliště nejpozději v první polovině šedesátých let třináctého století. Vzhledem k blízkosti hranice s Bavorskem byly záhy opevněny. Existence hradeb je poprvé doložena k roku 1288.
Přes svůj hospodářský a vojenský význam bylo město panovníky často zastavováno, což vedlo k mnohým sporům mezi měšťany a zástavními držiteli města nebo domažlického hradu. Karel IV. město roku 1349 zastavil Jindřichovi z Hradce, ale o pět let později žádal měšťany o pomoc proti Jindřichovi. Přesto panovník musel město nejspíše dobýt. Podruhé město čelilo vojenskému útoku při vpádu Bavorů do Čech v roce 1373, který se měšťanům podařilo zastavit na domažlických předměstích.

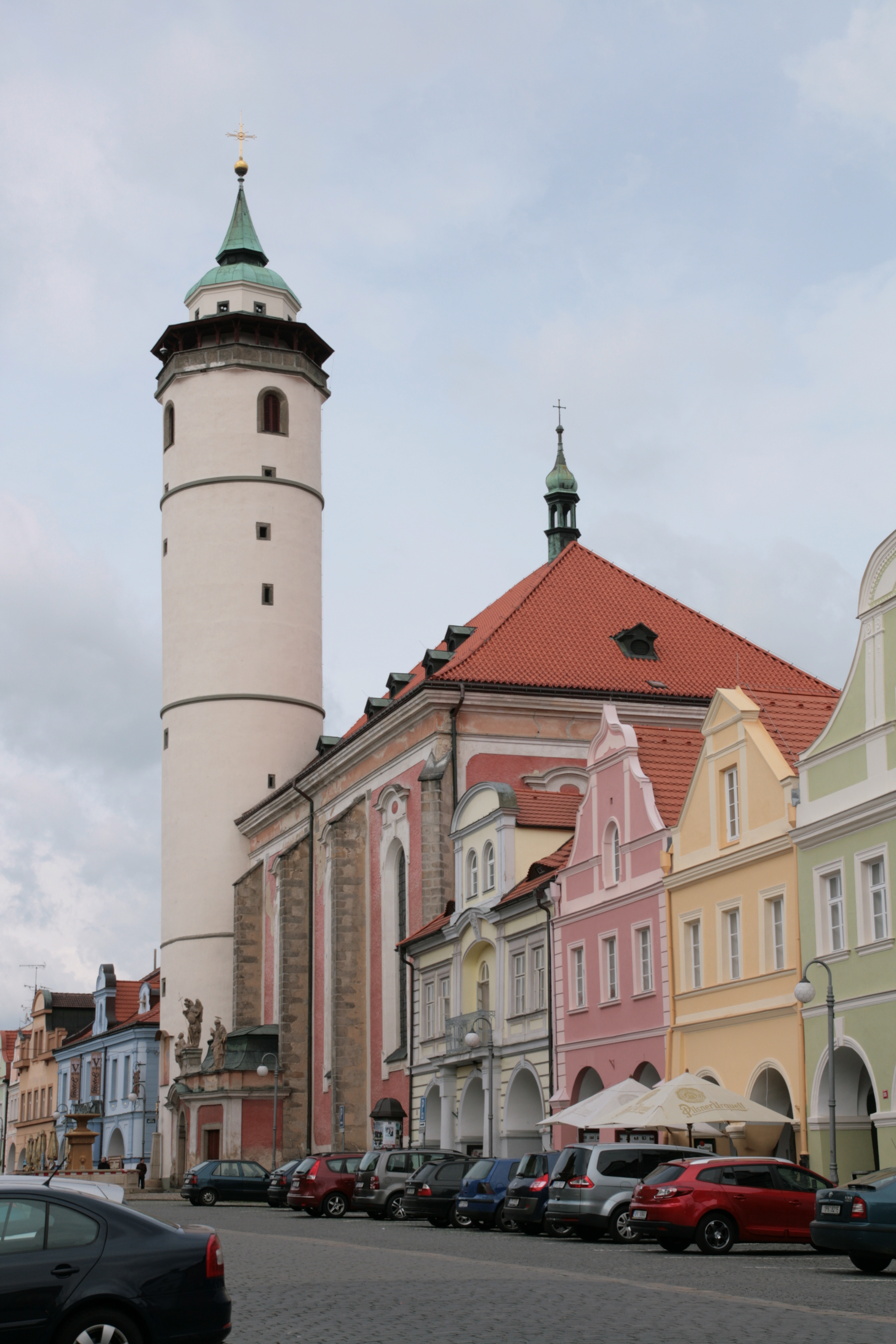
Kostel Narození Panny Marie s městskou věží

Na začátku husitských válek měšťané vyplenili augustiniánský klášter, vzápětí ale stáli na straně katolického plzeňského landfrýdu a od roku 1421 město patřilo k táborskému svazu. Menším katolickým útokům a pokusu o dobytí vojskem čtvrté křížové výpravy v roce 1431 město odolalo. Odolávalo také během pohraničních válek ve druhé polovině patnáctého století.
Val na vnější straně opevnění byl rozvezen v první polovině devatenáctého století a ve stejné době se zavážely příkopy.

## Stavební podoba
Areál historického města s rozlohou asi 8,5 hektaru se svým půdorysem přizpůsobil úzkému terénnímu hřbetu, lemovanému na jižní straně říčkou Zubřinou. Tvoří jej dlouhé ulicovité náměstí, kterým mezi Horní a Dolní branou vedla hlavní komunikace. Na severu a jihu souběžně s náměstím vedou dlouhé ulice (Školní a Spálená na severu, Hradská a Vodní na jihu), na něž jsou kolmé kratší ulice (Kostelní, Branská) vybíhající ze středu náměstí. Samostatně opevněným objektem byl domažlický hrad v jihozápadním nároží města. V původní podobě měl přibližně dvojnásobnou rozlohu, ale po požáru v roce 1592 byl zmenšen a dochovala se jen jižní polovina areálu.
Systém opevnění se ve vrcholné podobě skládal z hlavní a parkánové hradby, příkopu, valu s vnější hradbou a z vnějšího příkopu. Hlavním obranným prvkem byla hradba široká asi 220 centimetrů, kterou ve výšce okolo 550 centimetrů ukončoval ochoz s cimbuřím. Před rokem 1592 byl ochoz zastřešen. Podle ikonografických pramenů hradbu členilo asi 25 věží rozmístěných ve třicetimetrových intervalech. Věže chyběly v jihovýchodním nároží, kde hradba vymezuje areál hradu. Ve zbývajících nárožích stávaly nejspíše okrouhlé věže, zatímco ostatní měly půlkruhový půdorys a směrem k městu byly otevřené. Z hradby se dochovaly nevelké úseky navazující na Dolní bránu a jihovýchodní nároží u hradu.
Před hlavní hradbou se nacházel asi osm metrů široký parkán, jehož hradba téměř zcela zanikla. Podle vyobrazení z let 1592 a 1780 parkánovou hradbu zesilovaly hranolové bašty. Na vnější straně pod hradbou vedl přibližně dvacet metrů široký příkop. Jeho větší úseky jsou patrné na jižní straně města. Sand okolo poloviny šestnáctého století byl nejspíš rozšířen val před příkopem. Jeho vnější stranu navíc zpevnila vnější hradba s hranolovými baštami, zakončená předprsní zídkou se střílnami.

### Brány

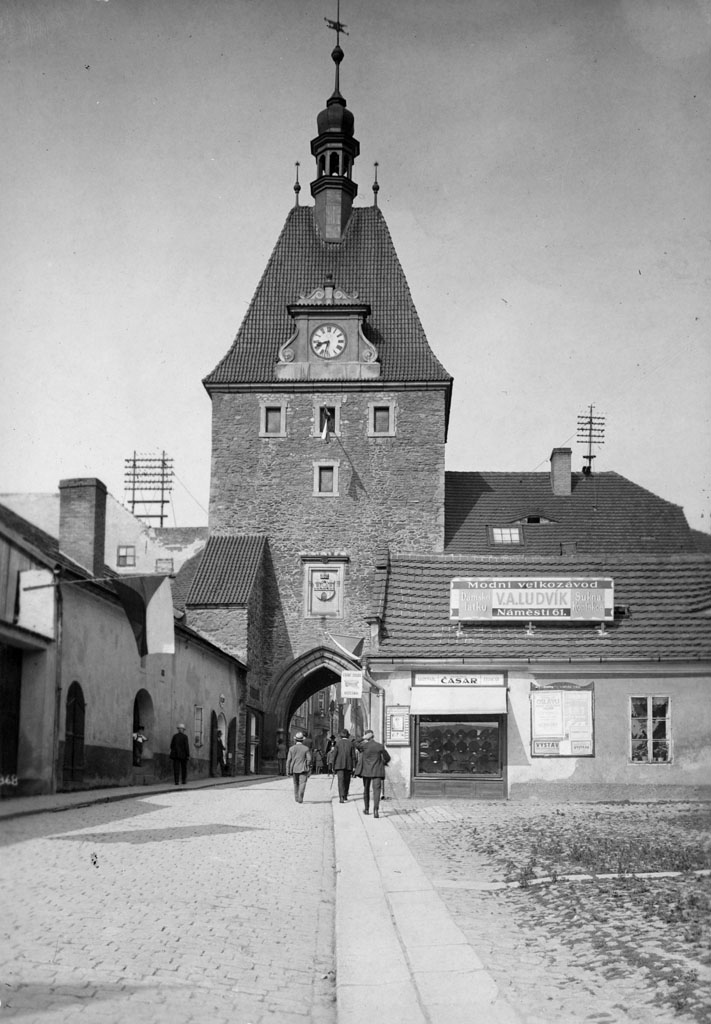
Vnější strana Dolní brány okolo roku 1927

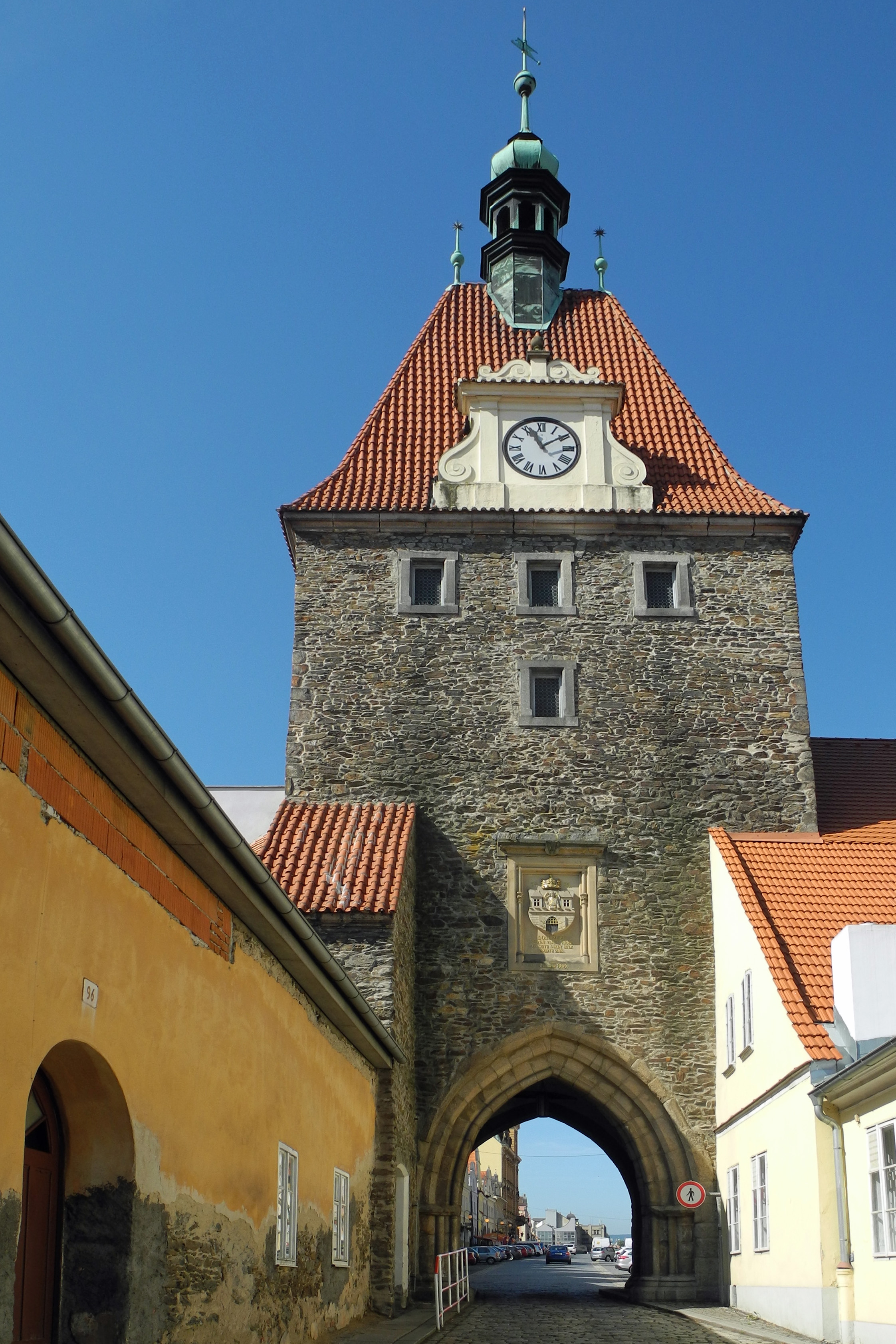
Vnější strana Dolní brány

Do města vedly tři brány a branka: Horní brána na západním konci náměstí, protilehlá Dolní brána, Týnecká brána (na severním konci Kostelní ulice) a směrem na jih k Zubřině vedla prostá branka.
Z velkých bran se dochovala pouze hranolová průjezdní věž Dolní brány s obdélným půdorysem o rozměrech 10,3 × 7,8 metru. Boční zdi silné 270 centimetrů svírají vnější raně gotický portál. Uzavírala jej padací mříž, za níž bývala dvoukřídlá vrata, z nichž se dochoval jen horní trám pro uchycení čepů. Zajištění vrat umožňovala mohutná závora vysouvaná z hluboké kapsy ve zdivu. Průjezd brány je zaklenut renesanční klenbou.
První patro věže se původně nacházelo ve vyšší úrovni a vcházelo se do něj nejspíše chodbičkou v síle jižní zdi. Od úrovně třetího patra jsou zdi silné jen 140 centimetrů a podle dendrochronologického datování pochází z doby po polovině čtrnáctého století. Také další indicie naznačují, že byly postaveny snad v rámci obnovy opevnění po obléhání roku 1354. Ve druhé polovině šedesátých let patnáctého století byla zrušena padací mříž, sníženo přízemí, první patro zpřístupněno novými bočními vstupy a bylo postaveno čtvrté patro věže. Podle historických plánů podobně vypadaly také zaniklé brány.
Na brány navazovala předbraní. U Dolní brány prošlo složitejším stavebním vývojem. Původně je tvořil dvanáct metrů dlouhý prostor, jehož čelní zeď byla založena ve dně příkopu. Později bylo předbraní prodlouženo na čtyřicet metrů a vystupovalo až před vnější val, kde se do něj vstupovalo patrovou hranolovou věží. U Horní brány byl vstupní koridor ještě delší a díky zakřivení plnilo funkci barbakanu.
Předbraní se dochovalo u prosté jižní branky k Zubřině. Vstupní koridor u ní vymezují jeden metr silné zdi, proražené několika střílnami. V úrovni valu se ve zdech nacházely portálky umožňující vstup na jeho korunu. Koridor končil nad Zubřinou prostým portálem, jehož dochovaná podoba je výsledkem renesančních úprav.

### Městská věž
Součástí obranného systému bývala až do poloviny šestnáctého století městská věž u kostela Narození Panny Marie. Raně gotický kostel měl vlastní hranolovou věž a okrouhlou od něj oddělovala úzká ulička. Věž stojí ve strategicky výhodné poloze, která umožňuje kontrolu města i jeho širokého okolí. Má okrouhlý půdorys s průměrem asi 8,2 metru a její zdi jsou ve spodních úrovních 2,7 metru silné. Doba jejího vzniku bývá odhadována v širokém rozpětí na polovinu třináctého století až pozdní gotiku. Dochované výšky věž dosáhla po několika přestavbách v roce 1545. Do věže se vstupuje druhotně vybudovaným vchodem v úrovni prvního patra (původní vedl do prvního patra od severu). Přízemí je nepřístupné.